# Zsolt Kalmár
Zsolt Kalmár (Győr, 9 giugno 1995) è un calciatore ungherese, centrocampista del Fehérvár e della nazionale ungherese.

## Carriera

### Club
Ha giocato nella massima serie ungherese con il Győri ETO.

### Nazionale
Ha esordito con la Nazionale ungherese il 22 maggio 2014 nell'amichevole Ungheria-Danimarca (2-2).
Nel 2015 partecipa ai Mondiali Under-20.
Il 10 agosto 2020 realizza la sua prima rete in nazionale maggiore nel successo per 1-3 in casa della Bulgaria.

## Statistiche

### Cronologia presenze e reti in nazionale
| Cronologia completa delle presenze e delle reti in nazionale ― Ungheria | Cronologia completa delle presenze e delle reti in nazionale ― Ungheria | Cronologia completa delle presenze e delle reti in nazionale ― Ungheria | Cronologia completa delle presenze e delle reti in nazionale ― Ungheria | Cronologia completa delle presenze e delle reti in nazionale ― Ungheria | Cronologia completa delle presenze e delle reti in nazionale ― Ungheria | Cronologia completa delle presenze e delle reti in nazionale ― Ungheria | Cronologia completa delle presenze e delle reti in nazionale ― Ungheria |
| Data                                                                    | Città                                                                   | In casa                                                                 | Risultato                                                               | Ospiti                                                                  | Competizione                                                            | Reti                                                                    | Note                                                                    |
| ----------------------------------------------------------------------- | ----------------------------------------------------------------------- | ----------------------------------------------------------------------- | ----------------------------------------------------------------------- | ----------------------------------------------------------------------- | ----------------------------------------------------------------------- | ----------------------------------------------------------------------- | ----------------------------------------------------------------------- |
| 22-5-2014                                                               | Debrecen                                                                | Ungheria                                                                | 2 – 2                                                                   | Danimarca                                                               | Amichevole                                                              | -                                                                       | 45’                                                                     |
| 4-6-2014                                                                | Budapest                                                                | Ungheria                                                                | 1 – 0                                                                   | Albania                                                                 | Amichevole                                                              | -                                                                       | 45’ 83’                                                                 |
| 7-6-2014                                                                | Budapest                                                                | Ungheria                                                                | 3 – 0                                                                   | Kazakistan                                                              | Amichevole                                                              | -                                                                       | 80’                                                                     |
| 14-10-2014                                                              | Tórshavn                                                                | Fær Øer                                                                 | 0 – 1                                                                   | Ungheria                                                                | Qual. Euro 2016                                                         | -                                                                       | 73’                                                                     |
| 18-11-2014                                                              | Budapest                                                                | Ungheria                                                                | 1 – 2                                                                   | Russia                                                                  | Amichevole                                                              | -                                                                       | 45’                                                                     |
| 7-9-2015                                                                | Belfast                                                                 | Irlanda del Nord                                                        | 1 – 1                                                                   | Ungheria                                                                | Qual. Euro 2016                                                         | -                                                                       |                                                                         |
| 11-10-2015                                                              | Pireo                                                                   | Grecia                                                                  | 4 – 3                                                                   | Ungheria                                                                | Qual. Euro 2016                                                         | -                                                                       | 71’                                                                     |
| 25-3-2017                                                               | Lisbona                                                                 | Portogallo                                                              | 3 – 0                                                                   | Ungheria                                                                | Qual. Mondiali 2018                                                     | -                                                                       |                                                                         |
| 5-6-2017                                                                | Budapest                                                                | Ungheria                                                                | 0 – 3                                                                   | Russia                                                                  | Amichevole                                                              | -                                                                       | 45’                                                                     |
| 8-9-2018                                                                | Tampere                                                                 | Finlandia                                                               | 1 – 0                                                                   | Ungheria                                                                | UEFA Nations League 2018-2019 - 1º Turno                                | -                                                                       | 61’                                                                     |
| 12-10-2018                                                              | Atene                                                                   | Grecia                                                                  | 1 – 0                                                                   | Ungheria                                                                | UEFA Nations League 2018-2019 - 1º Turno                                | -                                                                       | 32’ 55’                                                                 |
| 15-11-2018                                                              | Budapest                                                                | Ungheria                                                                | 2 – 0                                                                   | Estonia                                                                 | UEFA Nations League 2018-2019 - 1º Turno                                | -                                                                       | 84’                                                                     |
| 18-11-2018                                                              | Budapest                                                                | Ungheria                                                                | 2 – 0                                                                   | Finlandia                                                               | UEFA Nations League 2018-2019 - 1º Turno                                | -                                                                       | 78’                                                                     |
| 21-3-2019                                                               | Trnava                                                                  | Slovacchia                                                              | 2 – 0                                                                   | Ungheria                                                                | Qual. Euro 2020                                                         | -                                                                       | 10’ 61’                                                                 |
| 24-3-2019                                                               | Budapest                                                                | Slovacchia                                                              | 2 – 0                                                                   | Ungheria                                                                | Qual. Euro 2020                                                         | -                                                                       | 65’                                                                     |
| 15-11-2019                                                              | Budapest                                                                | Ungheria                                                                | 1 – 2                                                                   | Uruguay                                                                 | Amichevole                                                              | -                                                                       | 34’ 83’                                                                 |
| 3-9-2020                                                                | Sivas                                                                   | Turchia                                                                 | 1 – 0                                                                   | Ungheria                                                                | UEFA Nations League 2020-2021 - 1º Turno                                | -                                                                       |                                                                         |
| 6-9-2020                                                                | Budapest                                                                | Ungheria                                                                | 2 – 3                                                                   | Russia                                                                  | UEFA Nations League 2020-2021 - 1º Turno                                | -                                                                       |                                                                         |
| 8-10-2020                                                               | Sofia                                                                   | Bulgaria                                                                | 1 – 3                                                                   | Ungheria                                                                | Qual. Euro 2020                                                         | 1                                                                       | 70’                                                                     |
| 11-10-2020                                                              | Belgrado                                                                | Turchia                                                                 | 1 – 0                                                                   | Ungheria                                                                | UEFA Nations League 2020-2021 - 1º Turno                                | -                                                                       | 76’                                                                     |
| 14-10-2020                                                              | Mosca                                                                   | Russia                                                                  | 0 – 0                                                                   | Ungheria                                                                | UEFA Nations League 2020-2021 - 1º Turno                                | -                                                                       | 77’                                                                     |
| 12-11-2020                                                              | Budapest                                                                | Ungheria                                                                | 2 – 1                                                                   | Islanda                                                                 | Qual. Euro 2020                                                         | -                                                                       | 61’                                                                     |
| 15-11-2020                                                              | Budapest                                                                | Ungheria                                                                | 1 – 1                                                                   | Serbia                                                                  | UEFA Nations League 2020-2021 - 1º Turno                                | 1                                                                       |                                                                         |
| 18-11-2020                                                              | Budapest                                                                | Ungheria                                                                | 2 – 0                                                                   | Turchia                                                                 | UEFA Nations League 2020-2021 - 1º Turno                                | -                                                                       | 45’                                                                     |
| 25-3-2021                                                               | Budapest                                                                | Ungheria                                                                | 3 – 3                                                                   | Polonia                                                                 | Qual. Mondiali 2022                                                     | -                                                                       | 81’                                                                     |
| 28-3-2021                                                               | Serravalle                                                              | San Marino                                                              | 0 – 3                                                                   | Ungheria                                                                | Qual. Mondiali 2022                                                     | -                                                                       | 45’                                                                     |
| 31-3-2021                                                               | Andorra La Vella                                                        | Andorra                                                                 | 1 – 4                                                                   | Ungheria                                                                | Qual. Mondiali 2022                                                     | -                                                                       | 29’                                                                     |
| 17-11-2022                                                              | Lussemburgo                                                             | Lussemburgo                                                             | 2 – 2                                                                   | Ungheria                                                                | Amichevole                                                              | -                                                                       |                                                                         |
| 20-11-2022                                                              | Budapest                                                                | Ungheria                                                                | 2 – 1                                                                   | Grecia                                                                  | Amichevole                                                              | 1                                                                       |                                                                         |
| 23-3-2023                                                               | Budapest                                                                | Ungheria                                                                | 1 – 0                                                                   | Estonia                                                                 | Amichevole                                                              | -                                                                       |                                                                         |
| 27-3-2023                                                               | Budapest                                                                | Ungheria                                                                | 3 – 0                                                                   | Bulgaria                                                                | Qual. Euro 2024                                                         | -                                                                       |                                                                         |
| 17-6-2023                                                               | Podgorica                                                               | Montenegro                                                              | 0 – 0                                                                   | Ungheria                                                                | Qual. Euro 2024                                                         | -                                                                       |                                                                         |
| 10-9-2023                                                               | Budapest                                                                | Ungheria                                                                | 1 – 1                                                                   | Rep. Ceca                                                               | Amichevole                                                              | -                                                                       | 21’ 46’                                                                 |
| 14-10-2023                                                              | Budapest                                                                | Ungheria                                                                | 2 – 1                                                                   | Serbia                                                                  | Qual. Euro 2024                                                         | -                                                                       | 62’                                                                     |
| 16-11-2023                                                              | Sofia                                                                   | Bulgaria                                                                | 2 – 2                                                                   | Ungheria                                                                | Qual. Euro 2024                                                         | -                                                                       | 82’                                                                     |
| 19-11-2023                                                              | Budapest                                                                | Ungheria                                                                | 3 – 1                                                                   | Montenegro                                                              | Qual. Euro 2024                                                         | -                                                                       | 46’                                                                     |
| Totale                                                                  |                                                                         | Presenze                                                                | 36                                                                      |                                                                         | Reti                                                                    | 3                                                                       |                                                                         |

## Palmarès

### Club

#### Competizioni nazionali
- Campionato ungherese: 1

Győri ETO: 2012-2013
- Supercoppa d'Ungheria: 1

Győri ETO: 2013